# Luiz Emygdio de Mello Filho
Luiz Emygdio de Mello Filho ( 1914 - 16 de junio de 2002) fue un botánico, paisajista, médico y biólogo brasileño.
En 1930, se recibió en medicina en la Universidad Federal de Río de Janeiro (llamada en ese entonces "Universidad de Brasil"); y en historia natural en 1940, en la misma universidad.
Fue colega del paisajista Roberto Burle Marx.
Fue presidente del "Consejo Estadual de Cultura", en 2000, y director del "Museo Nacional de Brasil", en 1976.
Coautor de once libros sobre el paisajismo.
Falleció a los 88 años, y fue sepultado en el "Cementerio São João Batista".

## Obra
- Amazônia - Flora e fauna
- Expedição Langsdorff ao Brasil

### En anales
- Arborização da Cidade do Rio de Janeiro: Caminhos para a Valorização da Flora Nativa. 2001
- A pesquisa em paisajismo na FAU/UFRJ: a criação do NEP (Núcleo de Pesquisas em Paisagismo). 1998
- Avaliação paisagística-ambiental da via expressa bovernador Carlos Lacerda - linha amarela - Rio de Janeiro. 1998
- Os Ficus do Estado do Rio de Janeiro de valor ornamental. 1996
- Ecologia e Desenvolvimento. 1998
- Potencial ornamental de espécies em risco de extinção. 1998

## Honores

### Epónimos
- (Asclepiadaceae) Tassadia emygdioi Fontella[1]

- (Piperaceae) Piper emygdioi Yunck.[2]
- La abreviatura «Emygdio» se emplea para indicar a Luiz Emygdio de Mello Filho como autoridad en la descripción y clasificación científica de los vegetales.[3]